# Žabljak Crnojevicia
Žabljak Crnojevicia (serb. Жабљак Црнојевића) – opuszczona średniowieczna twierdza w Žabljaku w Czarnogórze, dawna stolica Księstwa Zety.

## Historia
Twierdza powstała prawdopodobnie w X wieku, jednak po raz pierwszy był wzmiankowany w źródłach w XV wieku (1403 rok). Był własnością rodu Crnojeviciów, należał m.in. do Stefana Crnojevicia i był stolicą Księstwa Zety. Został zdobyty przez wojska Imperium Osmańskiego w 1478 roku jako ostatni z miejscowości należących Zety. Najeźdźcy zastali opuszczony gród. Turcy nazywali twierdzę „Czarnym Gniazdem” z powodu panującej w niej nędzy. Na pamiątkę zdobycia Žabljaka ustawiono armaty przed Monastyrem Cetyńskim, które stały tam do 1916 roku.
Czarnogórcy odbili twierdzę na kilka dni w 1835 roku, została ona jednak zwrócona Turkom w wyniku nacisków zagranicznych dyplomatów i biskupa Piotra II. Czarnogóra odzyskała ten teren po kongresie berlińskim, 7 lutego 1879 roku, zgodnie z postanowieniami protokołu z Virpazaru.

## Architektura
Obiekt znajduje się na szczycie stożkowatego wzgórza nad Jeziorem Szkoderskim, blisko ujścia Moračy. Otacza go stara wioska rybacka. Fortyfikacje twierdzy obejmowały pas grubych murów z basztami i jednym wejściem. Za murami znajdowała się m.in. cerkiew św. Jerzego (przekształcona przez Turków na meczet), zbiorniki na wodę oraz magazyny towarów i obiekty wojskowe.

## Galeria

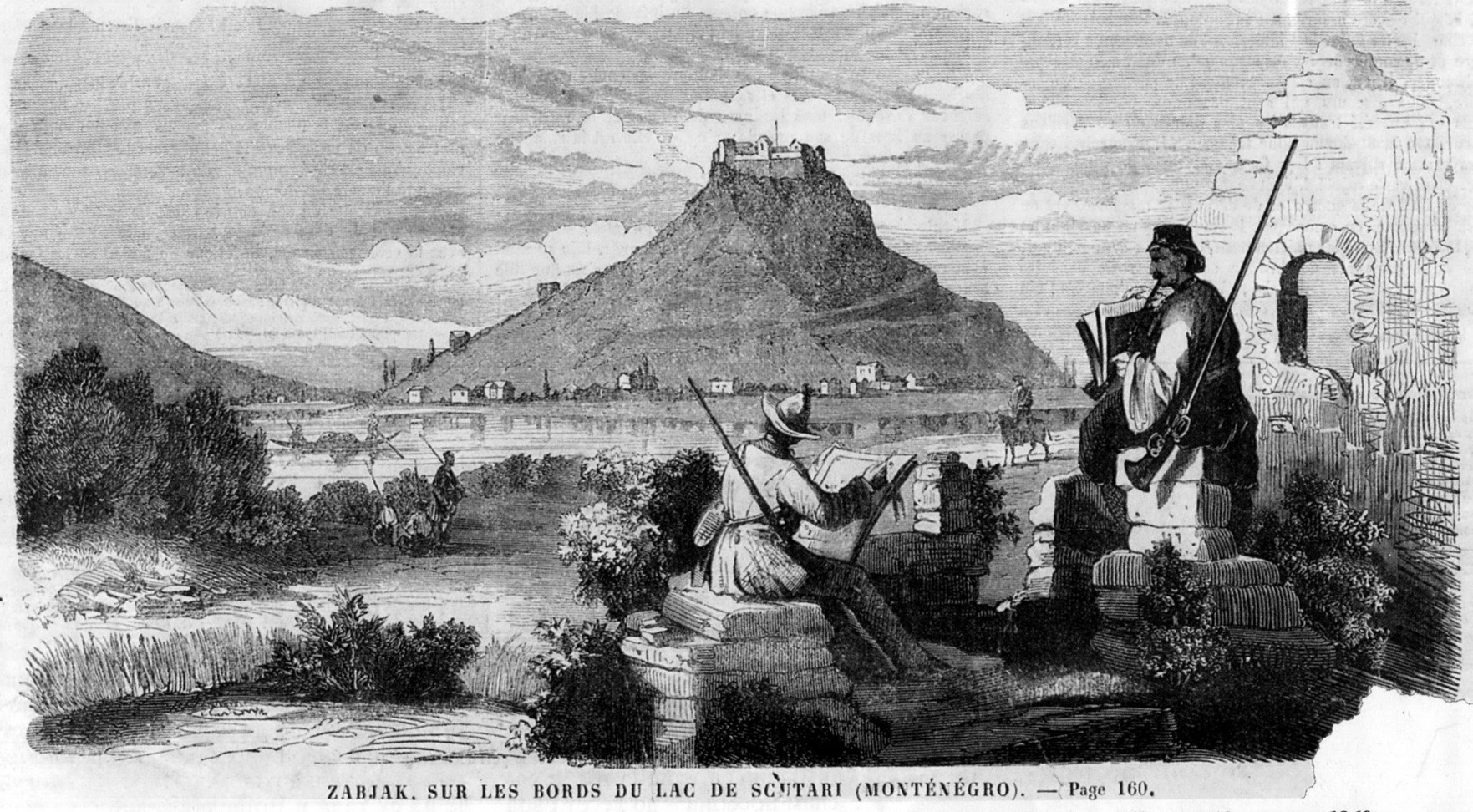
Twierdza na grafice z 2. połowy XIX wieku
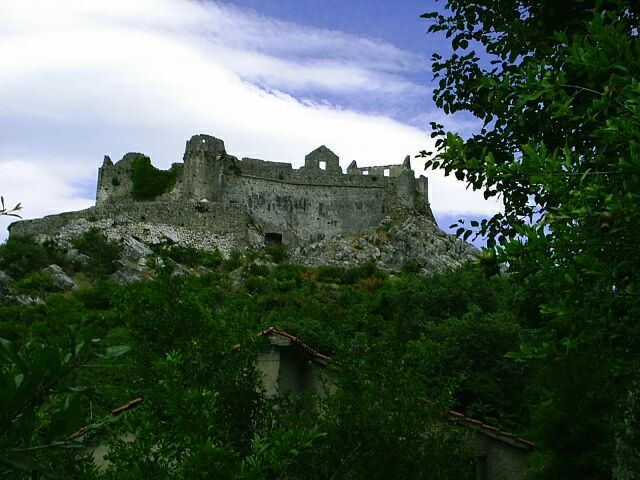
Fortyfikacje
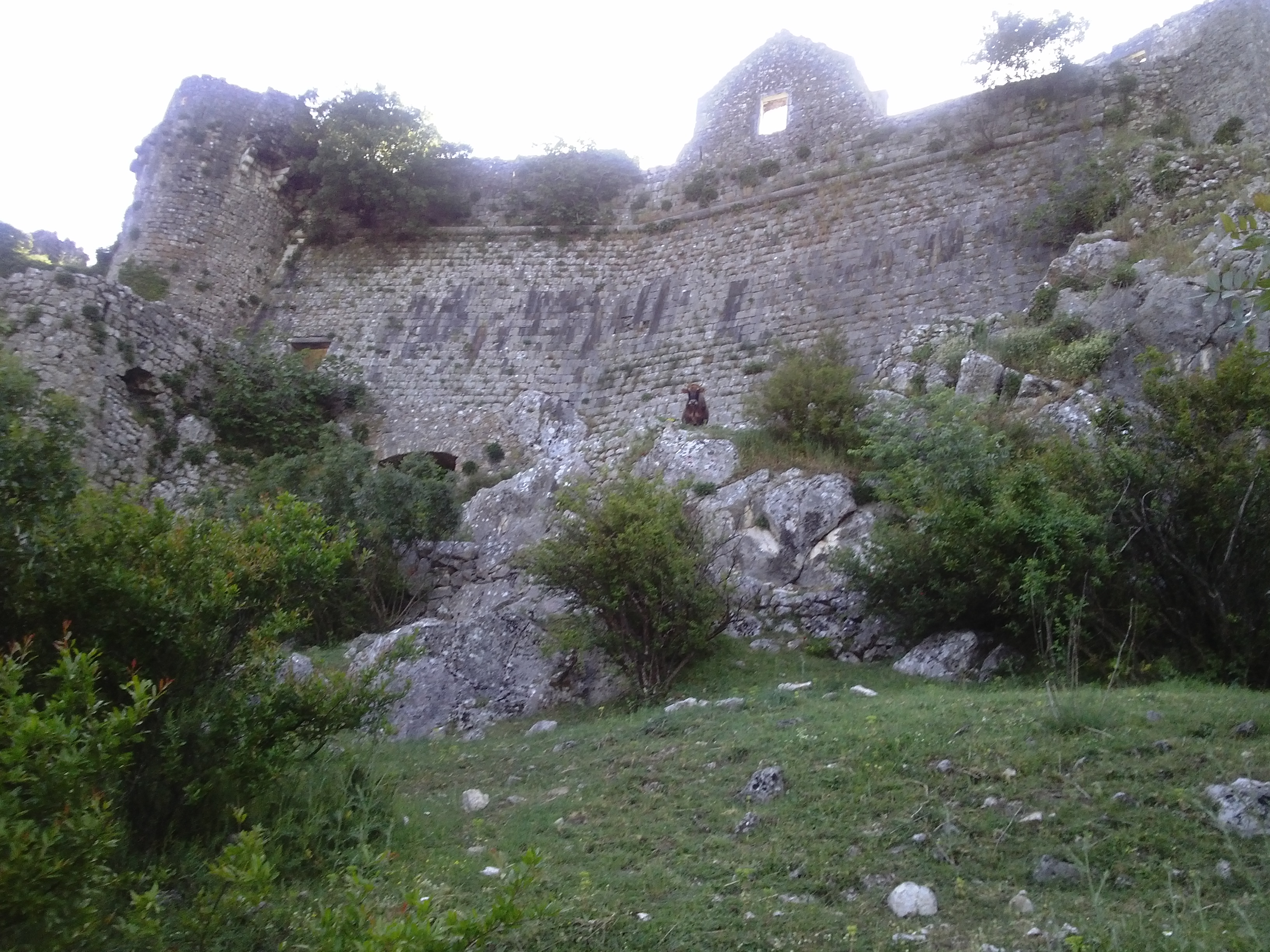
Zewnętrzne mury obronne
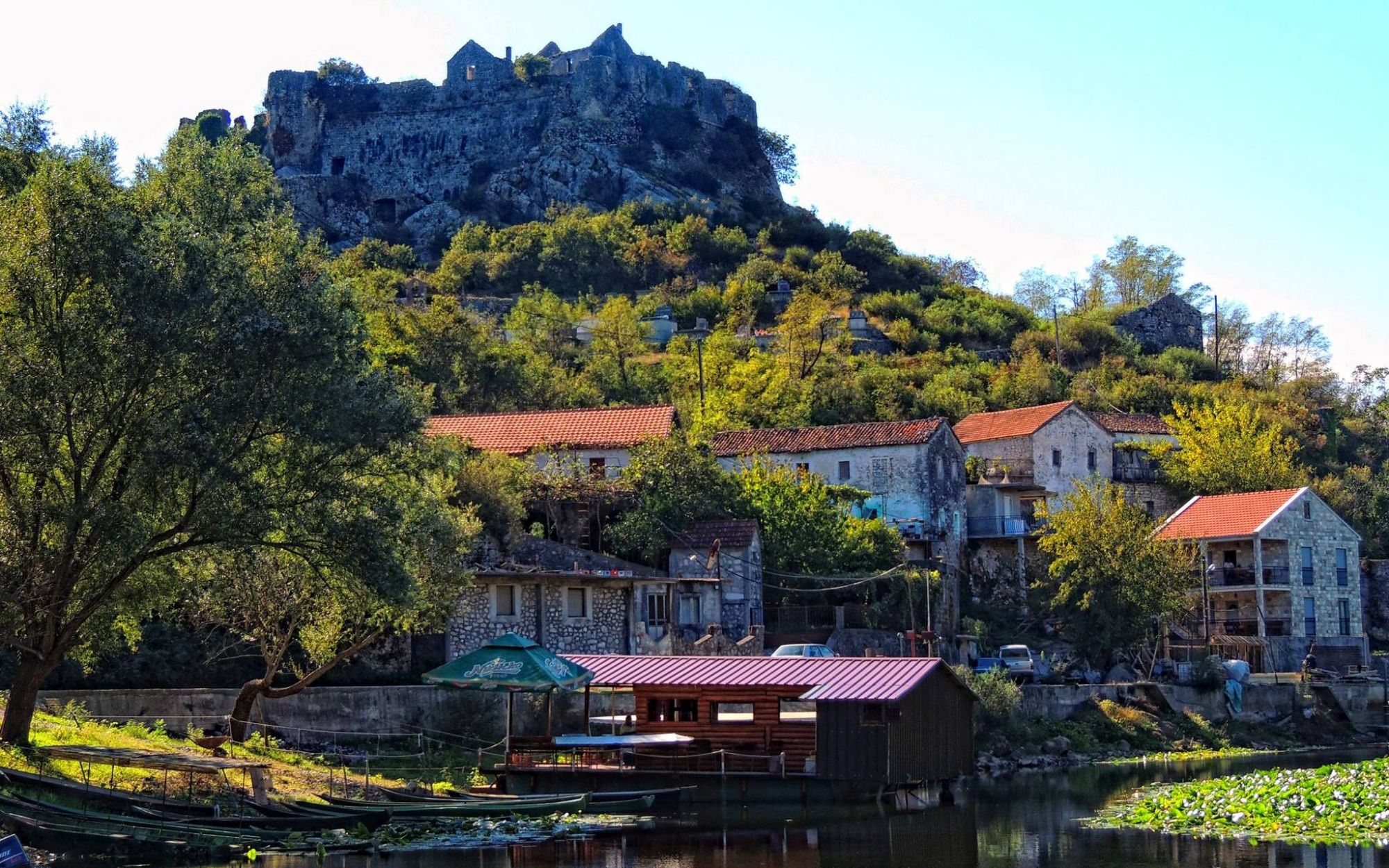
Zabudowania u podnóża twierdzy
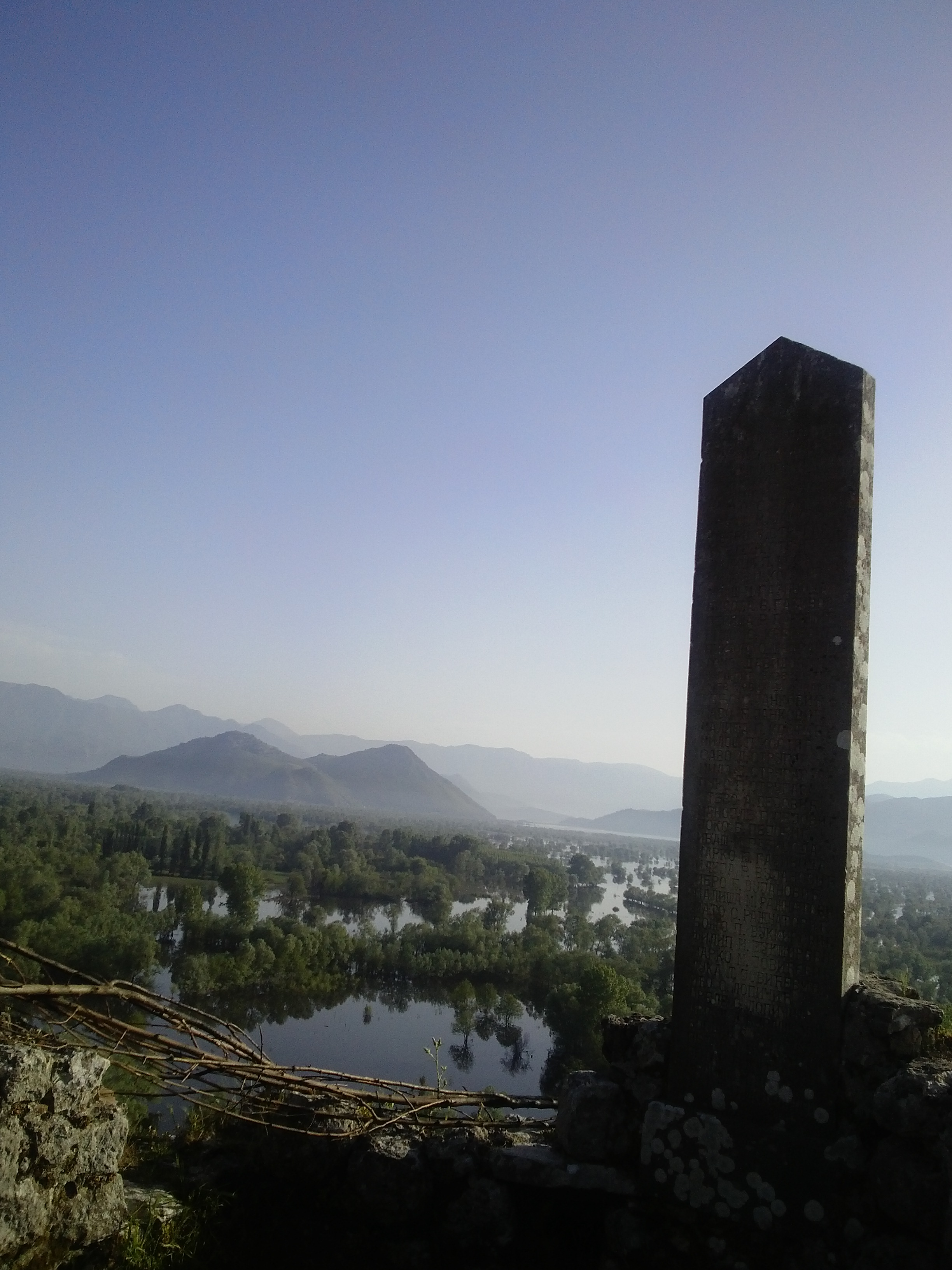
Pomnik pamięci plemienia Ceklinów poległych z ręki Turków